# 高倉山 (伊勢市)

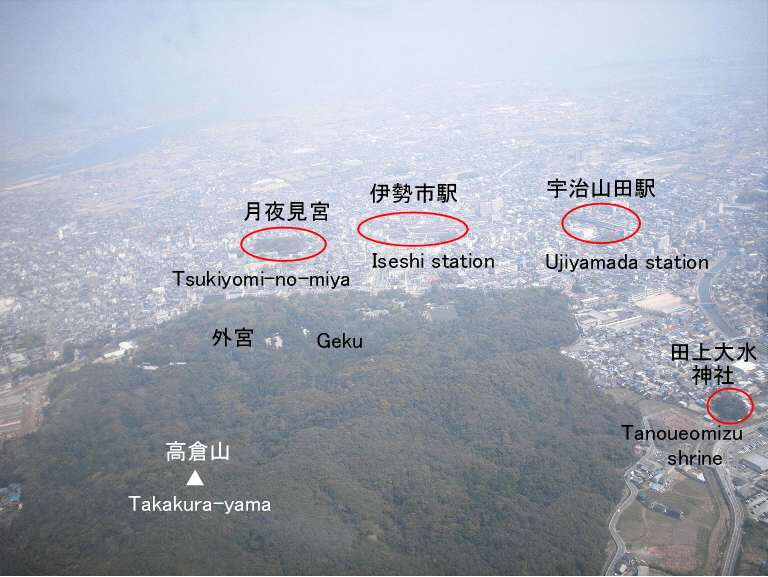
上空から見た高倉山

高倉山（たかくらやま）は三重県伊勢市の伊勢神宮外宮の敷地にある山域の総称。

## 概要

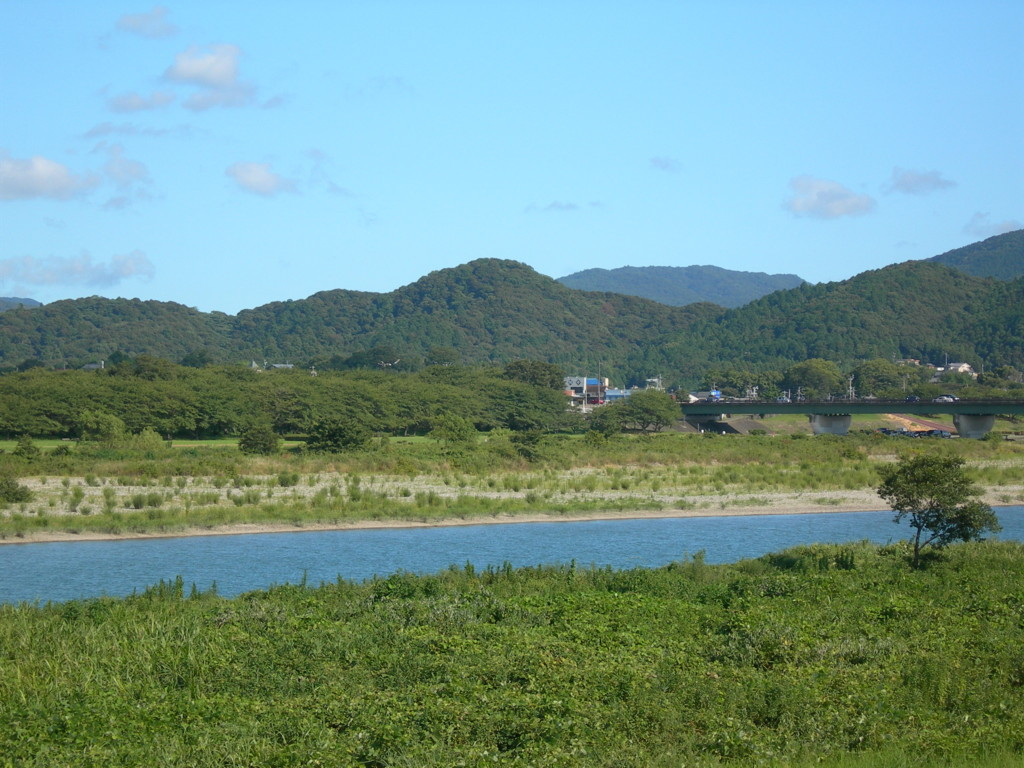
高倉山遠景

高倉山は伊勢神宮の外宮の宮域周辺の高佐山、日鷲山（ひわしやま）、賀利佐我峰、佐貫山、音無山などで構成される山域の総称であるが、標高117mで最高峰の日鷲山（北緯34度28分55秒，東経136度41分57秒）を高倉山と呼ぶことが多く、国土地理院の地図上では日鷲山山頂が高倉山とされている。日鷲山の山頂には高倉山古墳という円墳があり、山域には他にも古墳が存在するという。古くは高賀佐山、高坐山と呼ばれていたが、坐を「くら」と誤って読まれたため「高倉山」になったとされる。
古くは神宮式年遷宮での用材を供給する御杣山（みそまやま）であったが、ヒノキが枯渇したため御杣山は木曾谷へ落ち着くまで数度変遷している。
大正末期より神路山・島路山とともに高倉山でのヒノキの植林が行なわれ、2125年ころより遷宮に使えるようになるという。山林の保護のため、昭和50年代から高倉山への入山が禁止されている。

## 高倉山古墳

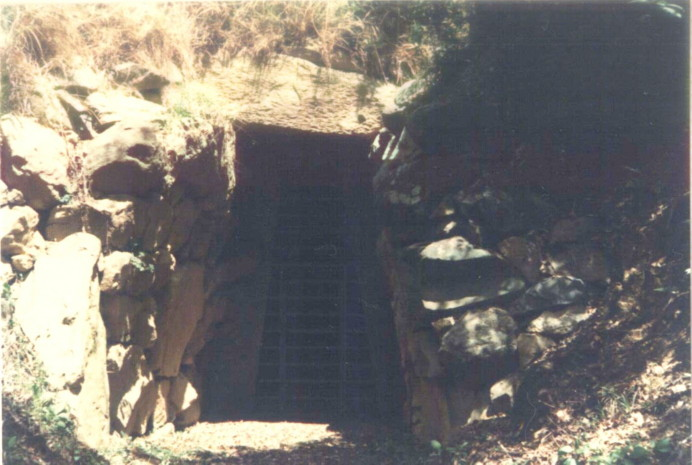
高倉山古墳

古墳時代後期の円墳で、墳丘の径が32m、高さが8mだが、墳丘に見合わない全長18.5m、高さ4.1mの両袖型の横穴式石室を持つ。長さ9.7メートル、幅3.3メートル、高さ4.1メートルの玄室をもつ。鎌倉時代には盗掘されていたと考えられている。神宮の敷地内にあり、室町時代末期から江戸時代末期までは天岩戸として参拝の対象となったが、高倉山への入山禁止により見ることができなくなった。当初は7世紀に作られたと考えられていたが、1975年に行われた発掘調査の結果、6世紀中ごろに作られた古墳であると推測されている。この調査で須恵器、土師器、馬具、鉄刀、刀子、玉類などが出土した。